# 湖北省人民政府驻深圳办事处
湖北省人民政府驻深圳办事处，是中国共产党湖北省委员会、湖北省人民政府驻深圳市的直属派出机构，由湖北省人民政府办公厅管理，与湖北省人民政府驻珠海办事处、湖北省人民政府驻香港办事处、湖北省人民政府驻广东办事处实行一个机构多块牌子的工作机制，是湖北省委省政府在珠三角和港澳地区唯一政务窗口和办事机构。主要工作职责包括招商引资、承接珠三角地区产业转移、收集报送粤港澳政经消息、粤港澳地区政务商务联络与接待工作、负责湖北驻深单位党建工作等。
湖北省人民政府驻深圳办事处位于深圳湖北大厦内，楼内另有办事处下辖的楚天大酒店。

## 下辖机构

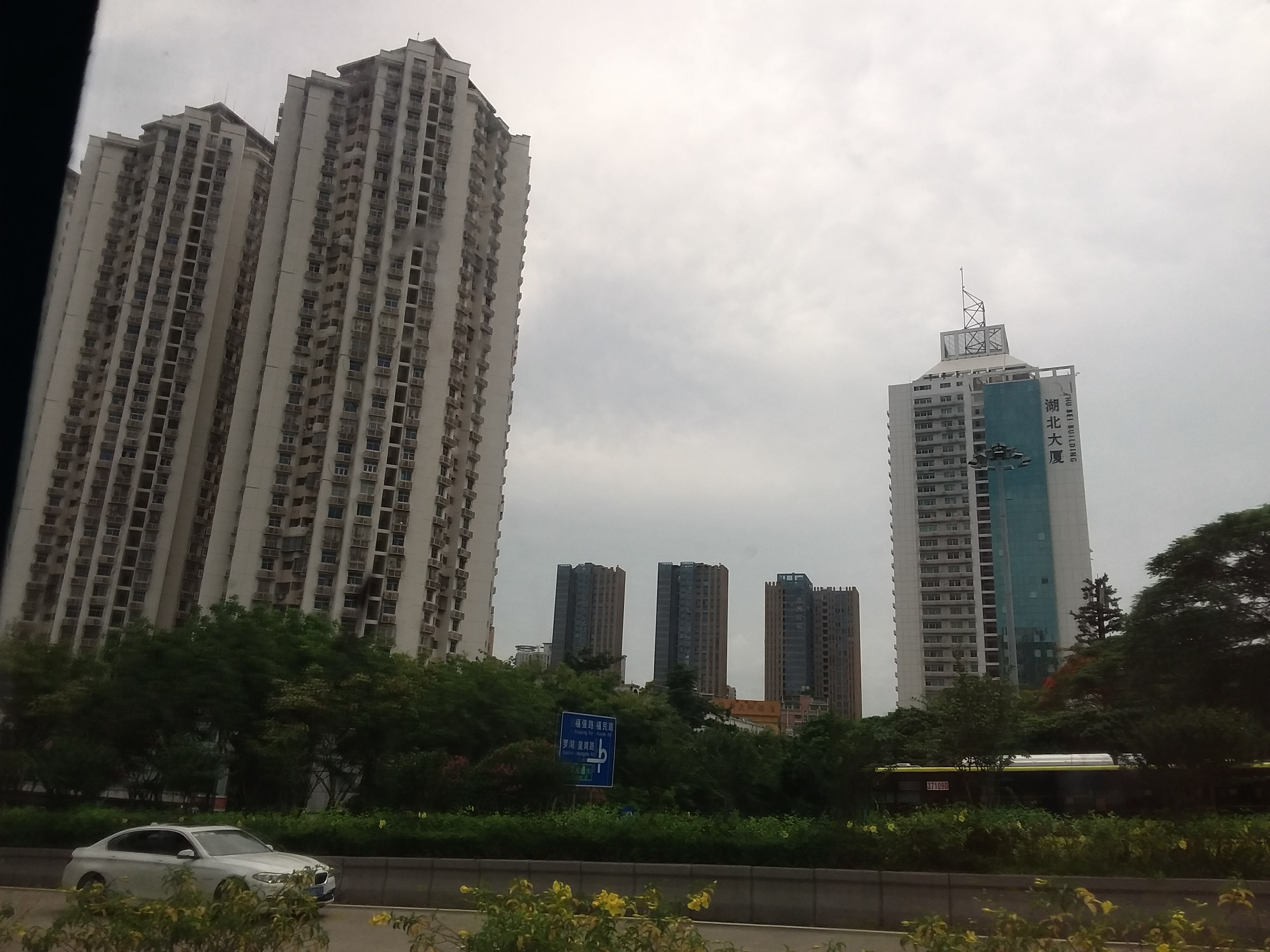
右侧即楚天大酒店，即办事处所在地

湖北省政府驻深圳办事处内设三个处室，另管辖湖北驻粤单位和驻深单位党委：
- 综合处
- 业务处
- 计财处

| - 武汉市人民政府驻广州办事处 - 十堰市人民政府驻深圳办事处 - 襄阳市人民政府驻深圳办事处 - 宜昌市人民政府驻深圳办事处 - 荆州市人民政府驻深圳办事处 - 荆门市人民政府驻深圳办事处 - 孝感市人民政府驻深圳招商办事处 - 黄冈市人民政府驻深圳办事处 - 随州市人民政府驻深圳办事处 - 仙桃市人民政府驻深圳办事处 - 潜江市人民政府驻深圳办事处 | - 湖北办事处支部 - 十堰办事处支部 - 襄阳办事处支部 - 宜昌办事处支部 - 荆门办事处支部 - 荆州办事处支部 - 宝丰公司党委 - 一冶分公司党委 - 荆元丰支部 - 楚天大酒店支部 |

## 现任领导
党组书记、主任
- 李文震

党组成员、副主任
- 周珠桥
- 牟松